# Stepan Michailowitsch Oschtschepkow
Stepan Michailowitsch Oschtschepkow (russisch Степан Михайлович Ощепков; * 9. Januar 1934 in Wladiwostok, Russische SFSR; † 3. Januar 2012 ebenda) war ein sowjetischer Kanute aus Russland.

## Karriere
Stepan Oschtschepkow nahm an den Olympischen Spielen 1964 in Tokio mit Andrij Chimitsch im Zweier-Canadier im Wettbewerb auf der 1000-Meter-Strecke teil. Die beiden gewannen ihren Vorlauf in 4:08,05 Minuten vor den Franzosen Jean Boudehen und Michel Chapuis, die 2,2 Sekunden langsamer waren. Damit qualifizierten sie sich direkt für den Endlauf, den sie ebenfalls für sich entschieden. Sie überquerten nach 4:04,65 Minuten als Erste die Ziellinie, mit einem Vorsprung von 1,9 Sekunden vor Boudehen und Chapuis. Dritte wurden die Dänen Peer Norrbohm und John Rungsted Sørensen, die weitere 0,9 Sekunden später ins Ziel kamen.
Bereits 1958 wurde Oschtschepkow in Prag im Zweier-Canadier mit Alexander Silajew über 10.000 Meter Weltmeister. Ein Jahr darauf wurden die beiden in Duisburg in dieser Disziplin dann auch Europameister. 1961 sicherten sich Oschtschepkow und Silajew in Posen im Zweier-Canadier sowohl über 1000 Meter als auch über 10.000 Meter die Silbermedaille. Bei den Europameisterschaften 1965 wurde Oschtschepkow in Bukarest ein zweites Mal im Zweier-Canadier über 1000 Meter Europameister.